# Artëm Okulov
Artëm Maksimovič Okulov (in russo Артём Максимович Окулов?; Čusovoj, 5 maggio 1994) è un sollevatore russo.

## Carriera
Artëm Okulov ha vinto la medaglia d'oro nella categoria fino a 77 kg ai I Giochi olimpici giovanili che si sono svolti a Singapore nel 2010. L'anno successivo è diventato campione europeo e campione mondiale giovanile negli 85 kg. 
Ai Mondiali di Breslavia 2013 e Almaty 2014 è giunto per due volte al terzo posto, riuscendo a conquistare il suo primo titolo mondiale negli 85 kg nel corso dei campionati di Houston 2015. Ha ottenuto il secondo posto agli Europei di Spalato 2017 e l'anno dopo si è laureato ancora una volta campione mondiale a Aşgabat 2018 nella nuova categoria degli 89 kg.

## Palmarès
- Mondiali

Breslavia 2013: bronzo negli 85 kg.
Almaty 2014: bronzo negli 85 kg.
Houston 2015: oro negli 85 kg.
Aşgabat 2018: oro negli 89 kg.
- Europei

Spalato 2017: argento negli 85 kg.
- Universiadi

Kazan' 2013: argento negli 85 kg.
- Giochi olimpici giovanili

Singapore 2010: oro nei 77 kg.